# Mercedes-Benz C-Coupé DTM

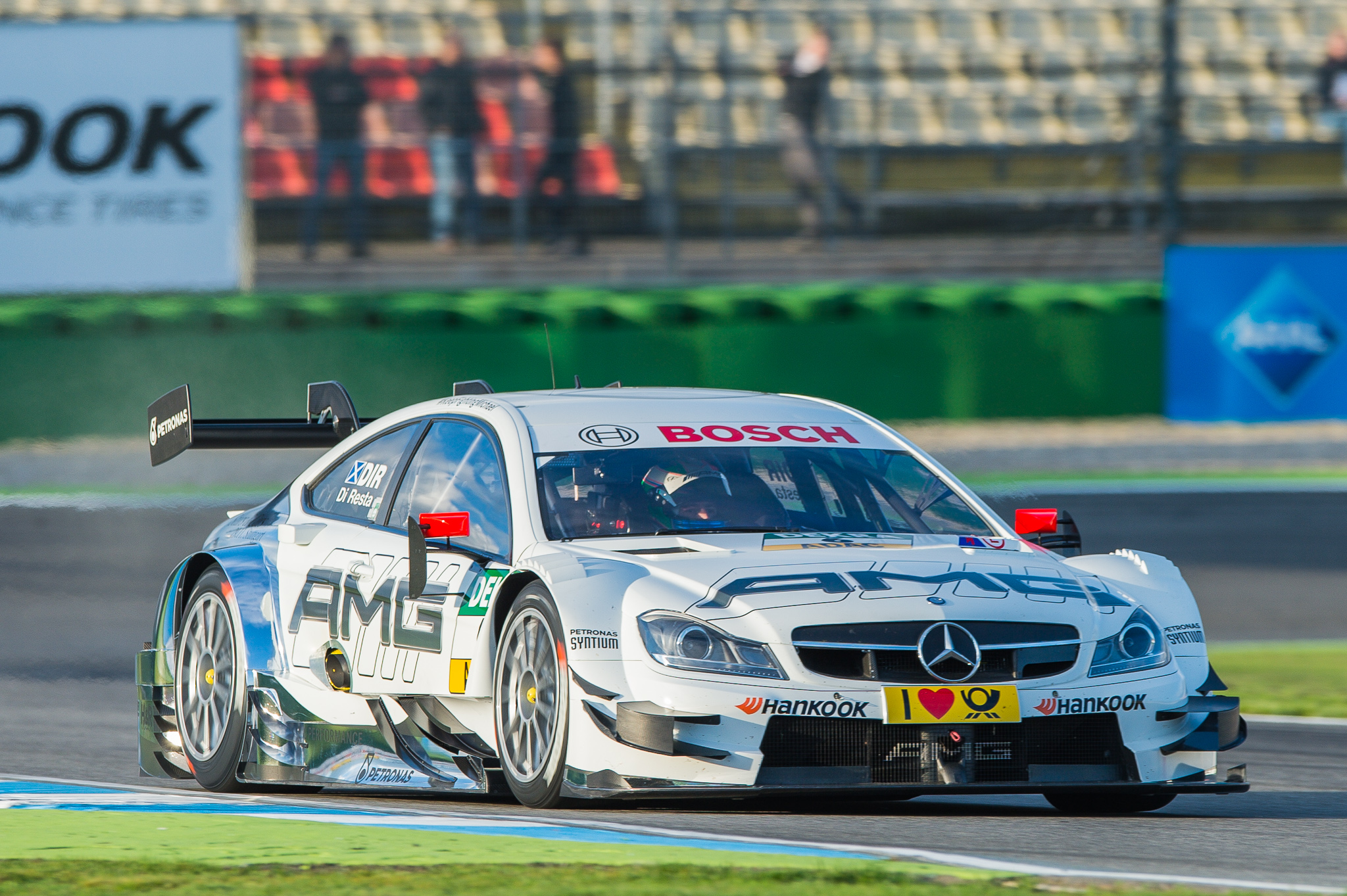
Um AMG Mercedes C-Coupé DTM em 2014.

O Mercedes-Benz C-Coupé DTM  é um carro da categoria turismo DTM construído pelo fabricante alemão Mercedes-Benz.
Ele é baseado na versão coupé (W204) do modelo Mercedes-Benz Classe C

## Projeto e desenvolvimento
O novo Mercedes-Benz C-Coupé DTM é baseado no mais recente modelo coupé da Classe C produzido na unidade de Bremen. O seu desenvolvimento teve início em junho de 2010, o primeiro chassi ficou pronto um ano depois, e o primeiro veículo completo em agosto de 2011, sendo testado no início de setembro.